# Apochinomma medog
Espèce
Apochinomma medog est une espèce d'araignées aranéomorphes de la famille des Corinnidae.

## Distribution
Cette espèce est endémique du Tibet en Chine,. Elle se rencontre dans le xian de Mêdog.

## Description
Le mâle holotype mesure 6,55 mm et la femelle paratype 6,74 mm.

## Systématique et taxinomie
Cette espèce a été décrite par Zhang et Zhang en 2023.

## Étymologie
Son nom d'espèce lui a été donné en référence au lieu de sa découverte, le xian de Mêdog.

## Publication originale
- Zhang & Zhang, 2023 : « First report of the genus Apochinomma Pavesi, 1881 from China, with description of a new species (Araneae, Corinnidae, Castianeirinae). » Zootaxa, no 5323(3), p. 446-450.